# Kivijärvi (sjö i Jyväskylä, Mellersta Finland)
Kivijärvi är en sjö i kommunen Jyväskylä i landskapet Mellersta Finland i Finland. Den är 10,6 meter djup. Arean är 43 hektar och strandlinjen är 4,17 kilometer lång. Sjön  ingår i Kymmene älvs huvudavrinningsområde.   Den ligger omkring 29 kilometer söder om Jyväskylä och omkring 210 kilometer norr om Helsingfors. 